# Бига
Бига (тур. Biga) — город и район в провинции Чанаккале (Турция).

## Топоним
Название «Бига» происходит от греческого названия города греч. Πηγαί от πηγή — «водяной поток».

## История
Город Бига известен победой над персами Александра Великого (334 до н. э.) на реке Гранике, и султана Али-Эддина над татарами в 1288 году.
В 1078 году захвачен турками-сельджуками, затем отбит крестоносцами и возвращён Византии. В ходе реколонизации после 1083 года в городе поселились греки-критяне, православные куманы и множество латинян. В XIV веке Пеги были одним из немногих уцелевших владений Византии в Вифинии наряду с крепостями Хиле, Гераклия Понтийская и Амстрида. Тысячи малозийских греков стекались в хорошо укрепленные Пеги. Но из-за скученности, недоедания и болезней крепость вскоре поразила чума. Пеги были покорены турками в 1371 году после долгой осады.

## Население
В 1912 году в городе и районе проживали:
Турки — 58 588 чел.
Греки — 9 100 чел.
Армяне — 398 чел.
Евреи — 98 чел.

## Инфраструктура
Кампус и библиотека университетa Чанаккале Онсекиз Март.